# Жуйчан
Жуйча́н (кит. упр. 瑞昌, пиньинь Ruìchāng) — городской уезд городского округа Цзюцзян провинции Цзянси (КНР).

## История
В эпоху Пяти династий и десяти царств в 939 году был создан уезд Жуйчан (瑞昌县).
6 сентября 1949 года был образован Специальный район Цзюцзян (九江专区), и уезд вошёл в его состав. В 1970 году Специальный район Цзюцзян был переименован в Округ Цзюцзян (九江地区). 27 июля 1983 года город Цзюцзян и округ Цзюцзян были объединены в городской округ Цзюцзян.
Постановлением Госсовета КНР от 20 декабря 1989 года уезд Жуйчан был преобразован в городской уезд.

## Административное деление
Городской уезд делится на 2 уличных комитета, 8 посёлков и 8 волостей.